# Hemeroblemma penicilligera
Hemeroblemma penicilligera är en fjärilsart som beskrevs av Embrik Strand 1920. Hemeroblemma penicilligera ingår i släktet Hemeroblemma och familjen nattflyn. Inga underarter finns listade i Catalogue of Life.